# Festival Internacional de Tunas Universitárias - "Cidade do Porto"
O Festival Internacional de Tunas Universitárias - "Cidade do Porto" é um festival de tunas português criado pelo Orfeão Universitário do Porto em 1987, no contexto das celebrações do 75º Aniversário desse organismo, sendo o festival de tunas universitárias mais antigo de Portugal.
Com a décima sexta edição do festival transmitida ao vivo na RTP , o festival já recebeu tunas distantes como do México ou da Colômbia e tem uma reputação de qualidade, cenário, originalidade e inovação. 